# Мурс Мил (Алабама)
Мурс Мил (енгл. Moores Mill) насељено је место без административног статуса у америчкој савезној држави Алабама.

## Демографија
По попису из 2010. године број становника је 5.682, што је 504 (9,7%) становника више него 2000. године.
| Група             | 2000.         | 2010.         |
| Белци             | 3.977 (76,8%) | 3.962 (69,7%) |
| Афроамериканци    | 962 (18,6%)   | 1.286 (22,6%) |
| Азијати           | 41 (0,8%)     | 87 (1,5%)     |
| Хиспаноамериканци | 51 (1,0%)     | 134 (2,4%)    |
| Укупно            | 5.178         | 5.682         |